# Пилон, Жермен
Жермен Пилон (фр. Germain Pilon; 1525, Париж — 3 февраля 1590, Париж) — скульптор и художник-медальер французского Ренессанса. Наряду с Жаном Гужоном, Лижье Ришье и Пьером Бонтаном является одним из выдающихся скульпторов эпохи.

## Биография
Жермен Пилон родился в 1525 году в парижском пригороде Сен-Жак, в семье резчика по камню Андре Пилона. Учился у отца и, вероятно, у Пьера Бонтана, осваивал искусство лепки моделей скульптур из терракоты и резьбы по камню. Имя двадцатилетнего Жермена упоминается в документах парижской гильдии ювелиров. В этот период он работал, вероятно, как медальер. Являясь королевским контролёром государственных клейм и монет (contrôleur des Poinçons et Monnaies du roi), Жермен Пилон освоил искусство литья и чеканки изделий из бронзы.
Жермен Пилон только начинал учиться скульптуре, когда в 1547 году скончался король-меценат Франциск I. Его сменил на троне Генрих II Валуа. В 1558 году смотритель королевских построек (surintendant des bâtiments du roi), архитектор Филибер Делорм поручил Жермену Пилону вылепить восемь скульптур «погребальных духов» (génies funèbres) или «фигур Фортуны», предназначенных для надгробия Франциска I, которую архитектор проектировал для Базилики Сен-Дени. По этому случаю Жермен создал статуэтку из белого мрамора, которая стала его первой известной работой. Этот «Погребальный гений», держащий перевёрнутый факел, напоминает работы Микеланджело и свидетельствует о мастерстве молодого скульптора, однако далее этого работа не пошла. Скульптуры и барельефы надгробия выполнил Пьер Бонтан.
Через два года для сада в Фонтенбло художник изготовил деревянные фигуры Меркурия, Марса, Венеры и Юноны под присмотром руководившего работами итальянского мастера Франческо Приматиччо. Известно также, что вместе с другими он работал над оформлением торжественного въезда в Париж нового короля Карла IX, в частности, создал скульптуры для двух арок на мосту Нотр-Дам.
Вся деятельность Жермена Пилона была связана с королевской службой. Верный католик, он выполнял множество церковных заказов. Он имел два дома в Париже, «вёл размеренную жизнь буржуа и оставил в трёх браках пятнадцать детей». Он любил новую и античную поэзию, читал Плутарха, собрал большую библиотеку. «На протяжении всей жизни Пилона в его творчестве соседствовала достоверность натурного портрета с антикизирующими идеалами. Отчасти благодаря этому в последнее время ряд исследователей склоняется к тому, чтобы считать Пилона автором прославленной луврской „Дианы-охотницы“ из замка Ане, ранее традиционно приписываемой Гужону». Многие изображения обнажённой античной богини охоты Дианы работы художников школы Фонтенбло, включая знаменитую «Нимфу Фонтенбло» Бенвенуто Челлини, имели сходство с юной Дианой де Пуатье, официальной фавориткой короля Генриха II.
Ранее Пилону (либо Жану Гужону) приписывали скульптуру «Диана Ане» (La Diane d’Anet), по названию замка Ане, или «Фонтан Дианы» (Fontaine de Diane), представляющую обнажённую богиню с луком, обнимающей за шею оленя, как и в работе Бенвенуто Челлини. Рядом с ней — две собаки: борзая «Фрокион» и барбет по кличке «Кирий». На пьедестале начертаны монограммы «H» и «D»: Генриха II и Дианы де Пуатье. Ныне это произведение считается работой неизвестного скульптора по мотивам произведений Челлини.
В 1572 году художник получил должность главного контролера при королевском Монетном дворе. Ему мы обязаны серией медальонов с изображениями членов королевской семьи. В последние десять лет жизни его произведения ценили аристократические заказчики. Жермен Пилон также получил ответственный заказ на создание 380 маскаронов для Пон-Нёф (старейшего парижского моста через Сену). В последние годы жизни Пилон выполнил бронзовый рельеф «Положение Христа во гроб» (Париж, Лувр), вдохновлённый таким же произведением Жана Гужона, созданным около 1544 года (также в парижском Лувре).

## «Три грации»
10 июля 1559 года от раны, полученной на рыцарском турнире, скончался король Генрих II Валуа. Екатерина Медичи, желая увековечить память мужа, заказала памятник для церкви Целестинцев в Париже. Памятник представляет собой постамент, на котором высятся три женские фигуры, поддерживающие погребальную урну, в которой покоится сердце Генриха II. Традиция отдельного захоронения тела, внутренностей и сердца установилась во Франции в Средние века. Памятник создавался по рисунку и под общим руководством Франческо Приматиччо, постамент и медную вазу сделал Доменико дель Барбьери, фигуры создал Жермен Пилон. Они безусловно вдохновлены античными прототипами и картиной Рафаэля «Три грации» (с которой имеется множество гравюр); в них мы можем видеть как Три Грации, так и образы трёх христианских добродетелей.
«Три грации» Жермена Пилона напоминают многие произведения Жана Гужона, в них нашли воплощение все основные достижения школы Фонтенбло: «сама грация, культ утончённой пластики тела, изящество и лёгкость движений».
Скульптурная группa «Три грации» стала настолько популярна, что многократно повторялась в качестве отдельного произведения многими художниками классицизма в мраморе и бронзе. Помимо произведений Рафаэля и Антонио Кановы, имеющих иную композицию, а также скульптурной группы Павильона Трёх граций в Павловске Паоло Трискорни, бронзовая реплика произведения Жермена Пилона начала XIX века установлена в партере Китайского дворца в Ораниенбауме, пригороде Санкт-Петербурга..

## Семейная усыпальница Генриха II и Екатерины Медичи
Когда Екатерина Медичи распорядилась построить мавзолей-ротонду в церкви аббатства Сен-Дени, Жермен Пилон был среди художников, ответственных за скульптурное оформление. Впервые он участвовал в создании гробницы покойных короля и королевы вместе с другими скульпторами, такими как Джироламо делла Роббиа и Мастер Понсе. Однако большая часть работы в конечном итоге досталась ему. Руководил строительством Ф. Приматиччо. После его смерти в 1570 году строительство продолжил Жак Андруэ Дюсерсо. Скульптурные работы в течение десяти лет выполнял Пилон с помощниками, который в то время уже имел собственную мастерскую. Однако мавзолей-ротонда так и осталась незавершённой.
Композиция ротонды оформлена двенадцатью колоннами и таким же количеством пилястр, установленных на цоколе-пьедестале. В углах размещены статуи, символизирующие четыре добродетели: Справедливость, Силу, Умеренность, Благоразумие. Достоверные сведения о принадлежности их работе Пилона отсутствуют, но стиль и манера выполнения свидетельствуют об этом. Пилон выполнил коленопреклонённые фигуры короля Генриха II и королевы Екатерины Медичи и изображения их распростёртых полуобнажённых тел на саркофаге. «Свойственный таланту скульптора драматизм раскрывается здесь с большой силой. Пилон выразительно противопоставляет две фигуры. Королева изображена не мёртвой, но спящей: придерживая на груди ткань, она разметалась рядом с уже усопшим королём. Его голова запрокинута, а грудь напряжённо выгнута в предсмертной агонии тела, из которого только что вырвался последний вздох».
В старом бенедиктинском аббатстве, в Мане в церкви Нотр-Дам-де-ла-Кутюр находится одно из лучших произведений Жермена Пилона — беломраморная статуя Мадонны с Младенцем. Она предназначалась для украшения главного алтаря капеллы в аббатстве Сен-Дени. «Культ поклонения красоте женского тела, который так свойствен ренессансной Франции… ощутим даже в религиозных композициях Пилона. Идеально прекрасны и атлетически сложённый Христос из „Положения во гроб“ церкви Святой Екатерины в Париже и Христос из „Воскресения“ капеллы Валуа. В этом безусловно сказалось воздействие не только атмосферы замка Фонтенбло, но и Жана Гужона».

## Галерея

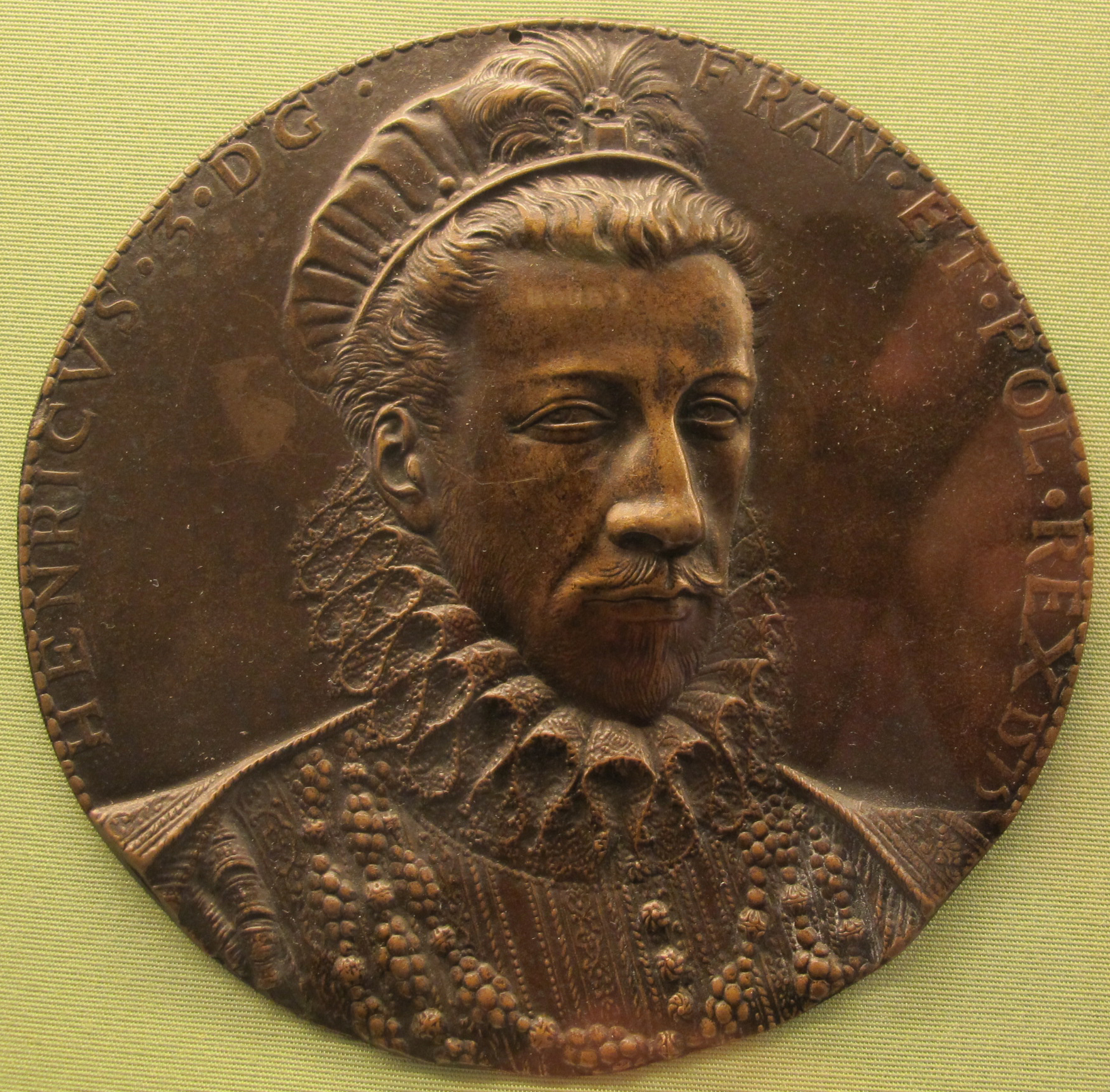
Генрих III. Медальон. 1575. Бронза
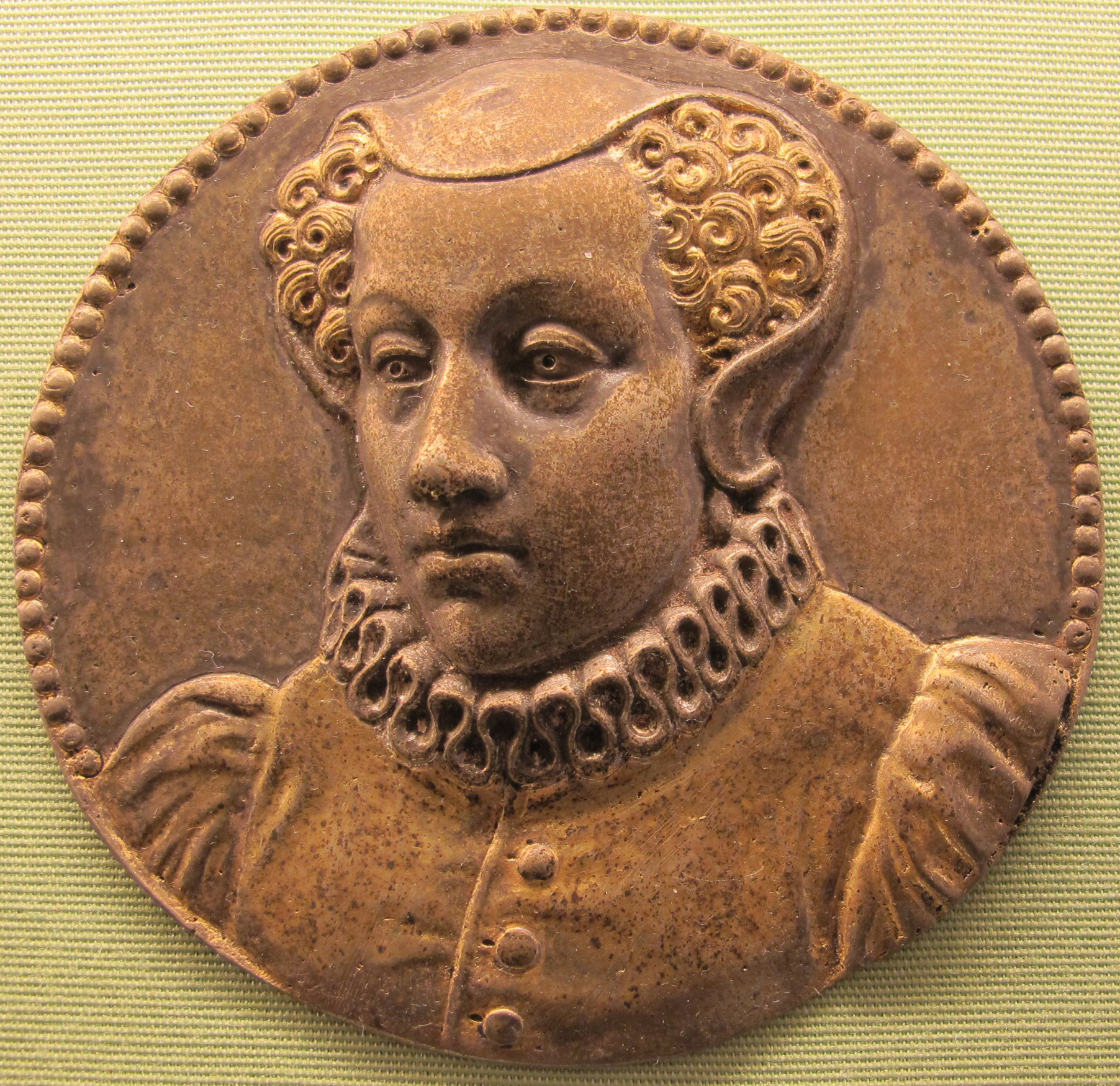
Елизавета Австрийская. Медальон. 1575. Бронза
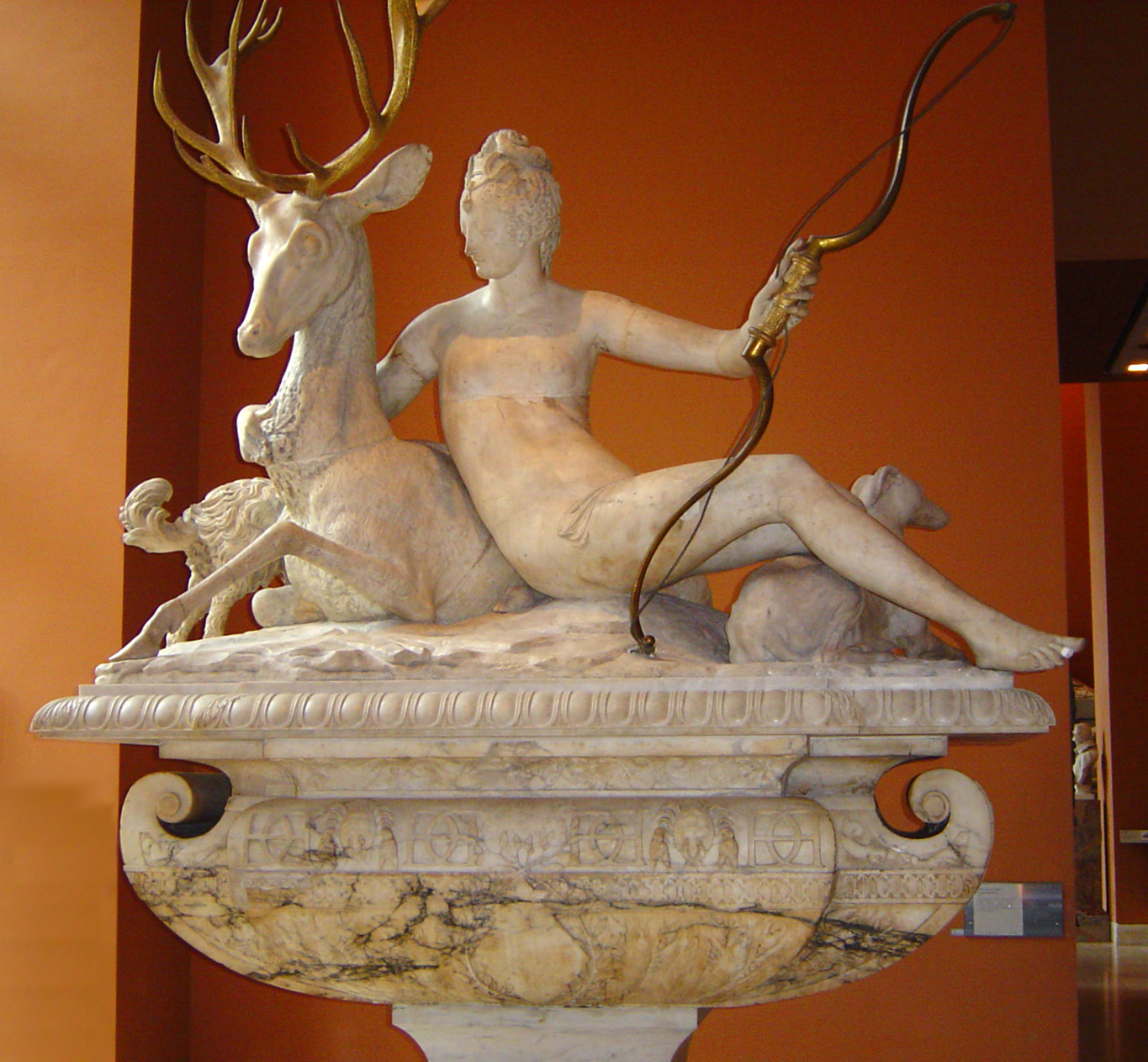
«Диана Ане» (Фонтан Дианы). Мрамор. Лувр, Париж
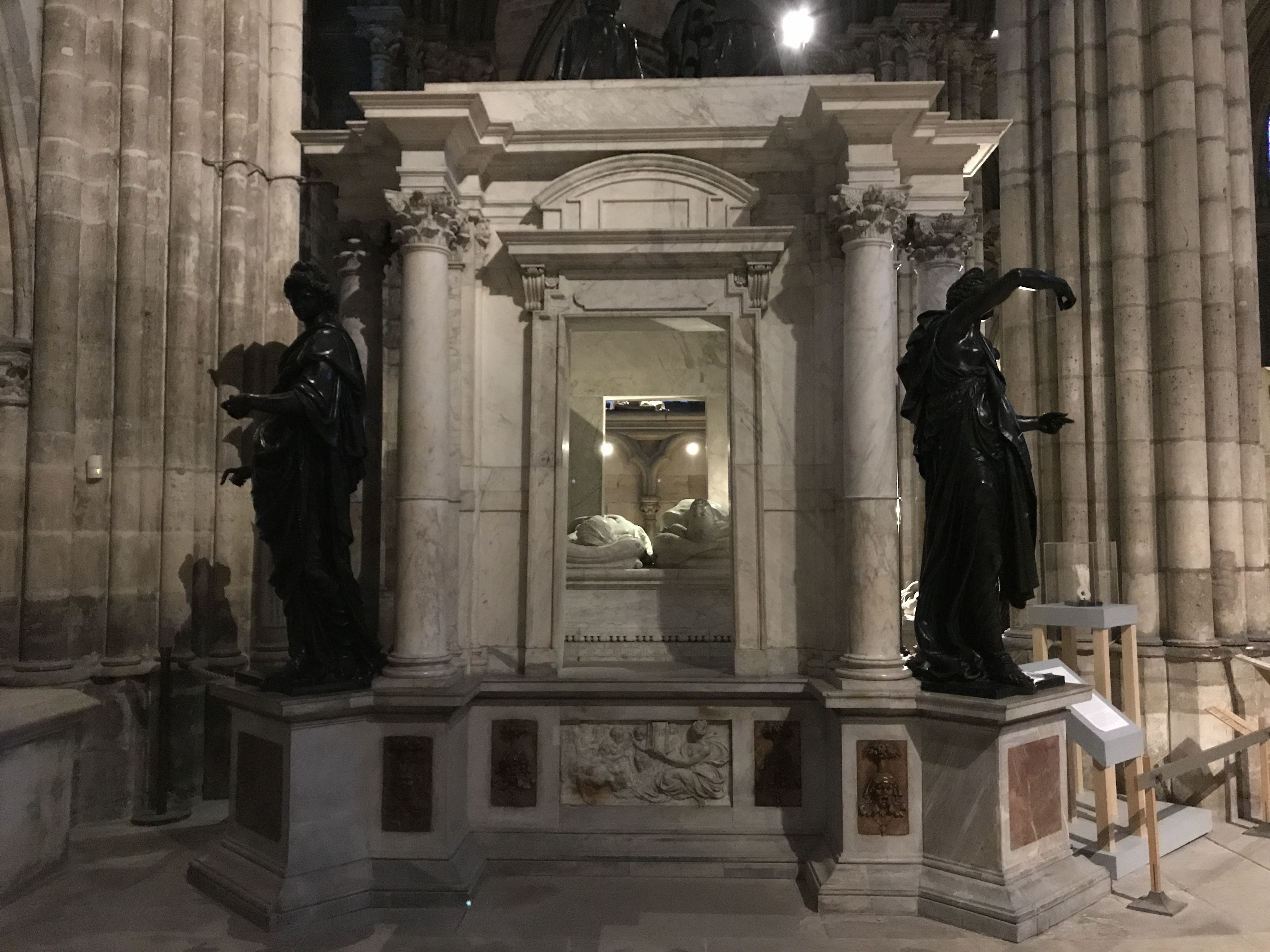
Гробница Генриха II и Екатерины Медичи. Базилика Сен-Дени
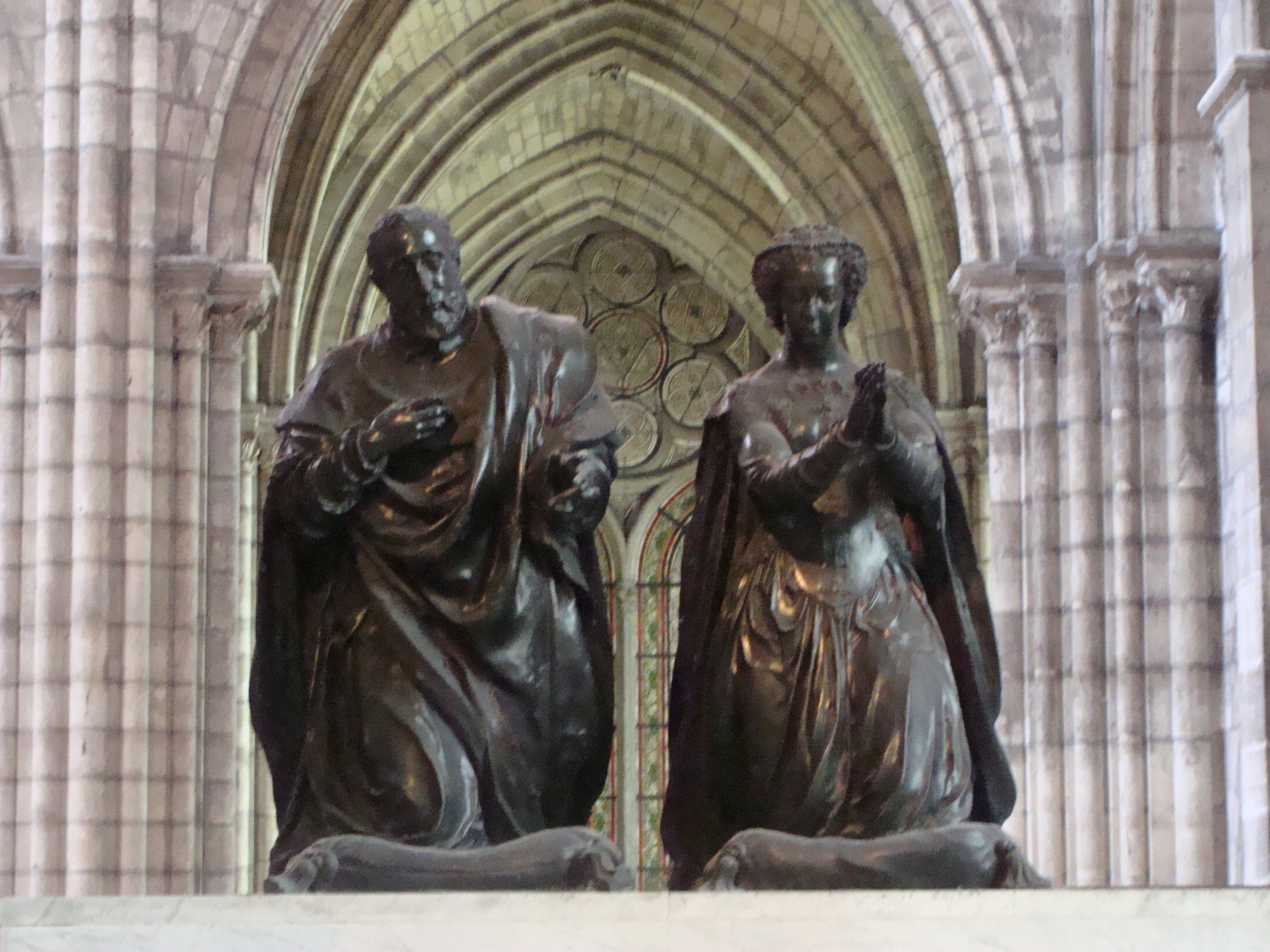
Гробница Генриха II и Екатерины Медичи. Фигуры короля и королевы. Бронза
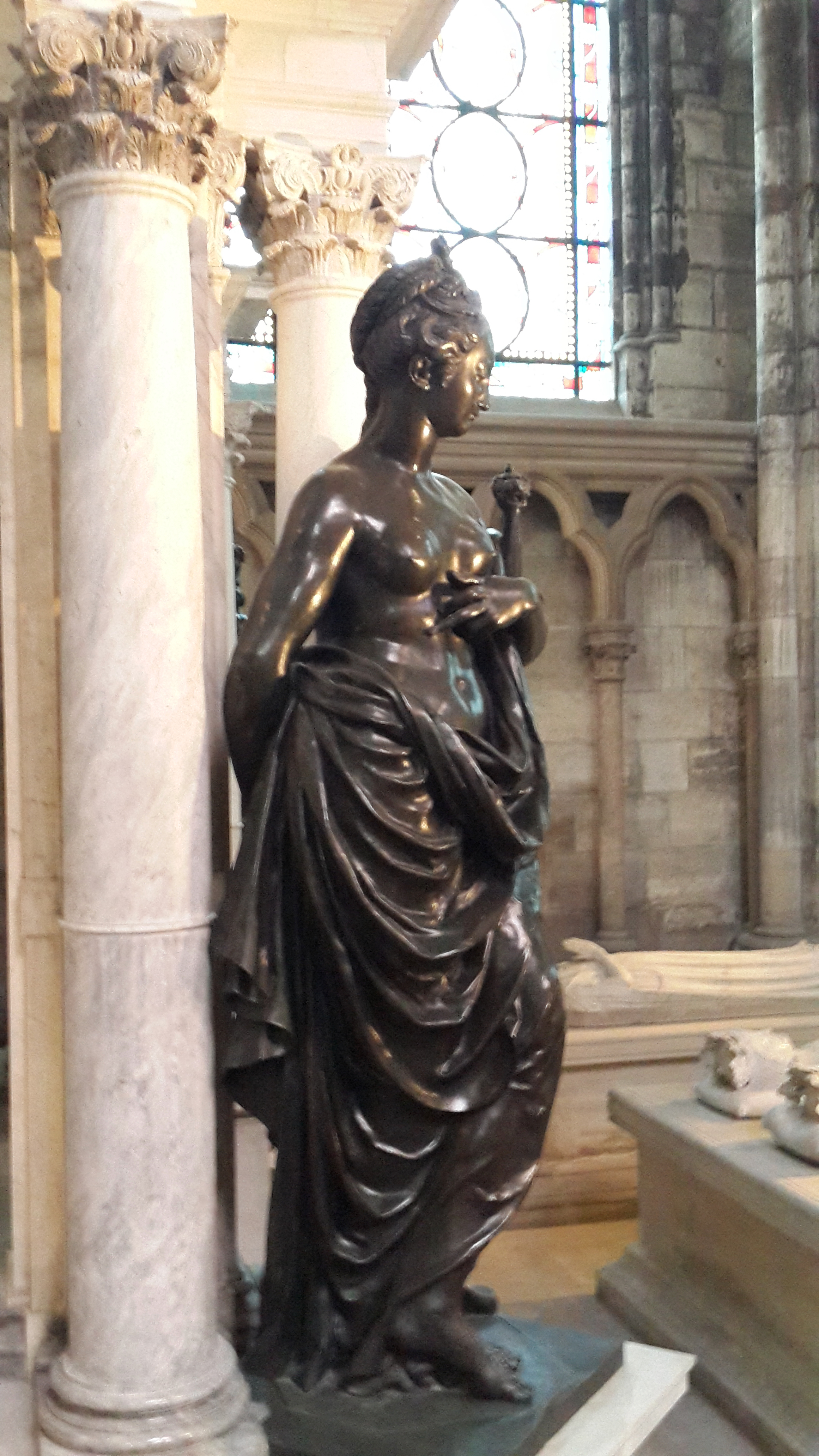
Гробница Генриха II и Екатерины Медичи. Юстиция. Бронза
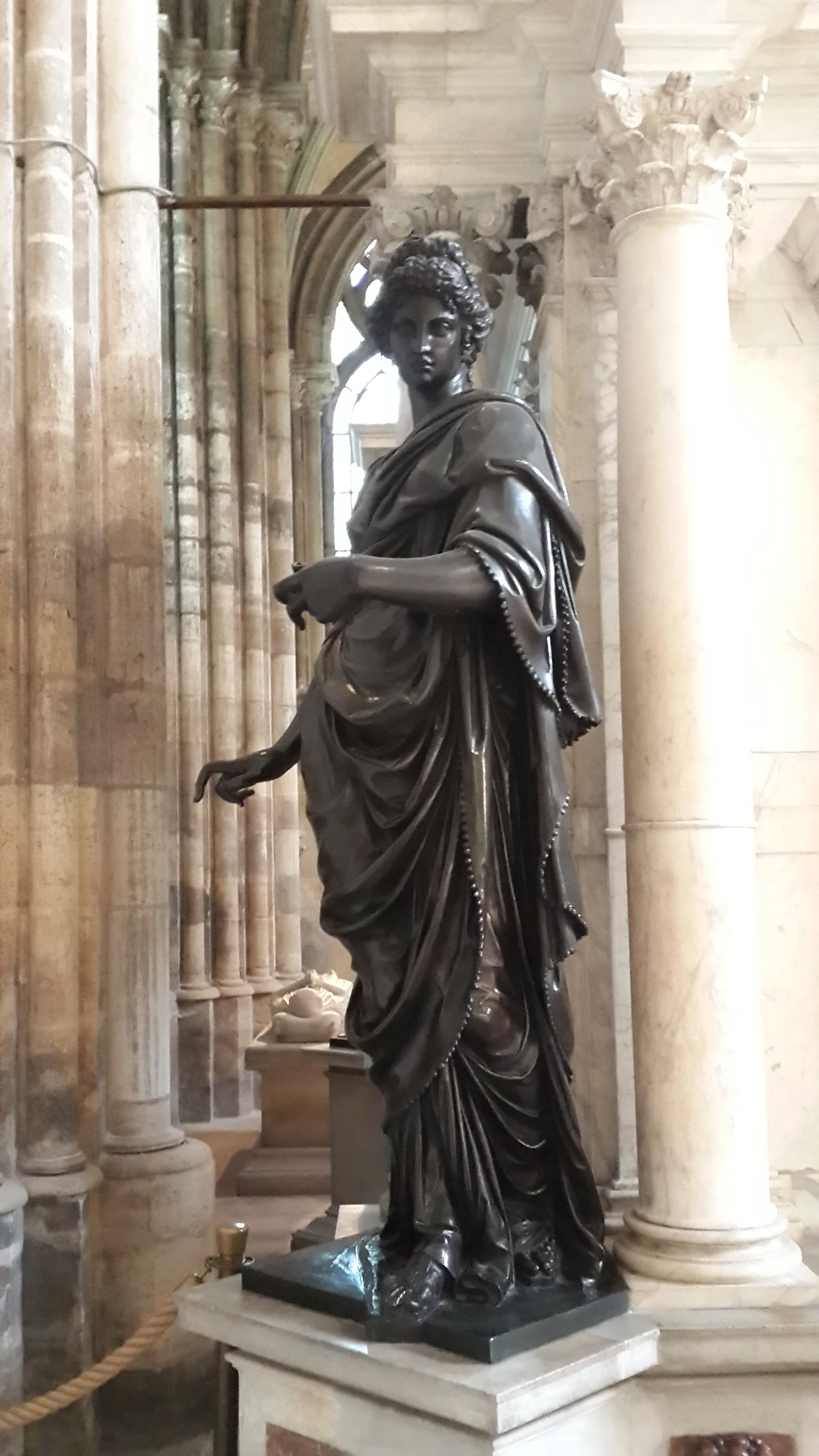
Гробница Генриха II и Екатерины Медичи. Благоразумие. Бронза
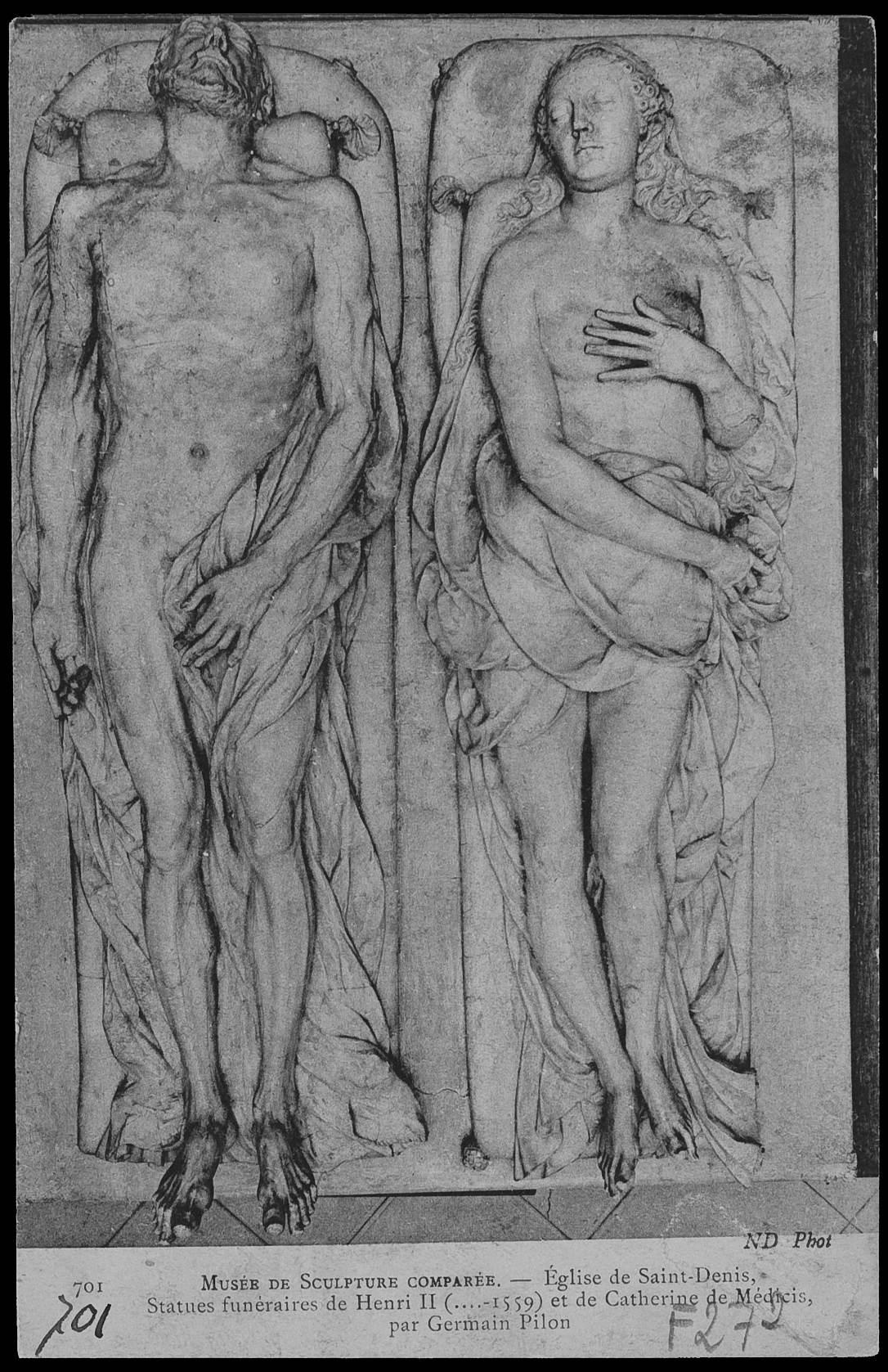
Фигуры саркофага (эффигия). Архивная фотография
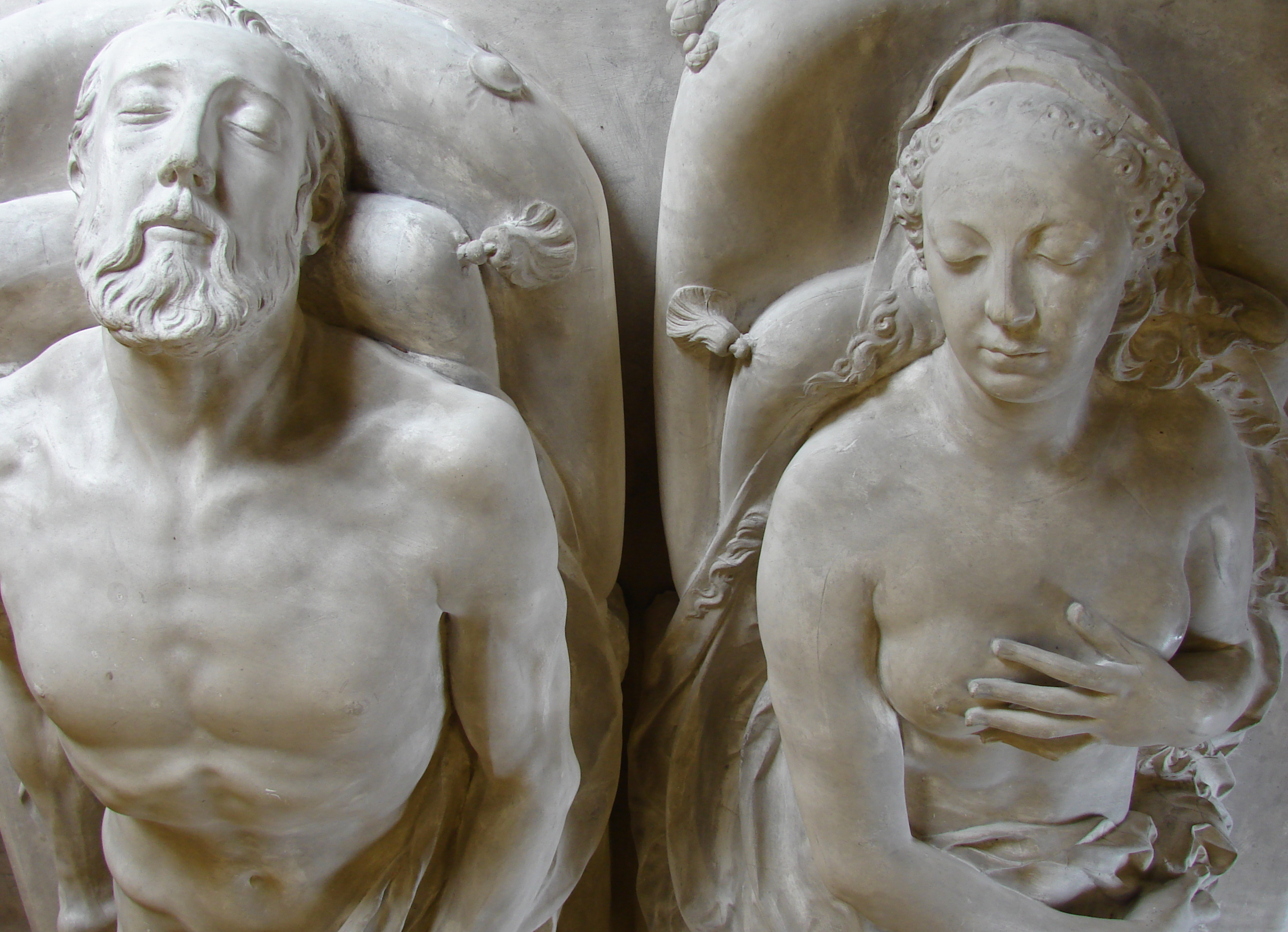
Деталь
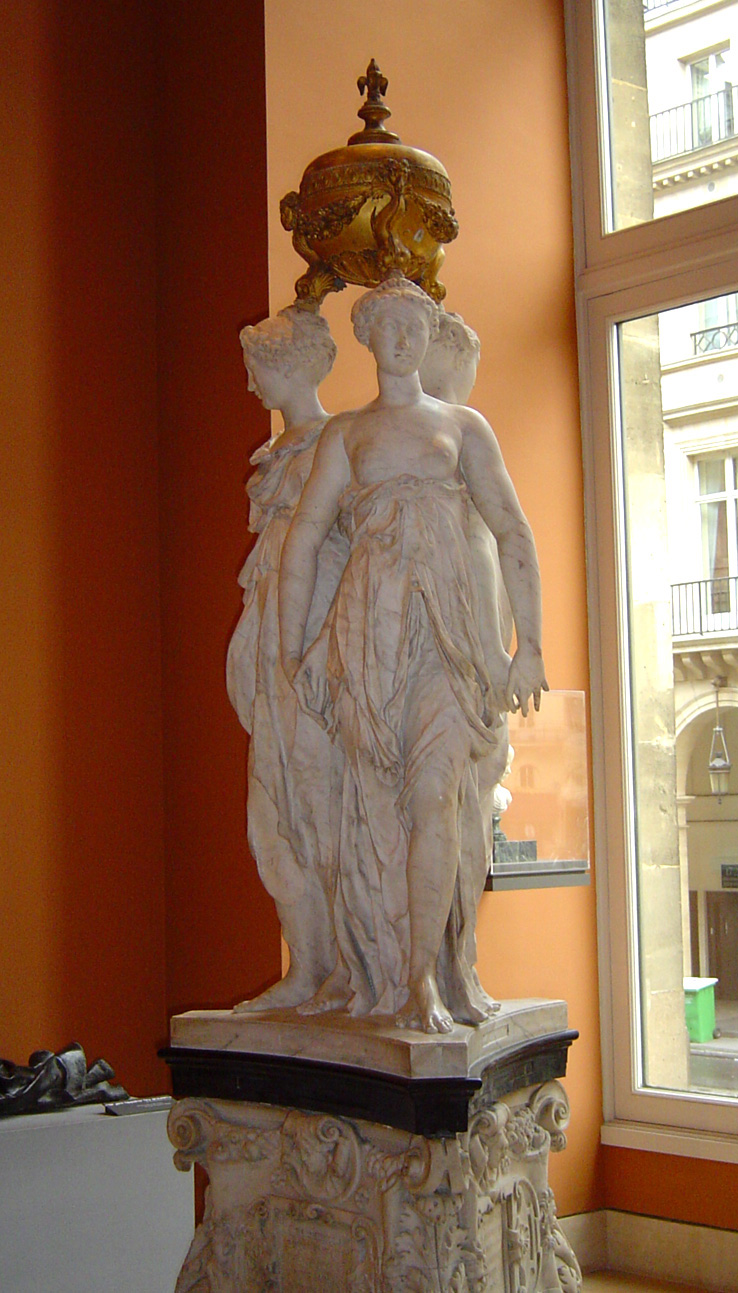
Урна сердца Генриха II. Лувр, Париж
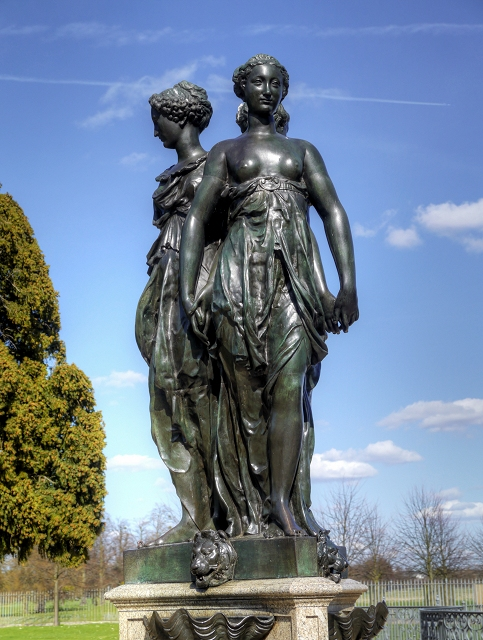
Реплика скульптуры. Хэмптон-Корт, Англия
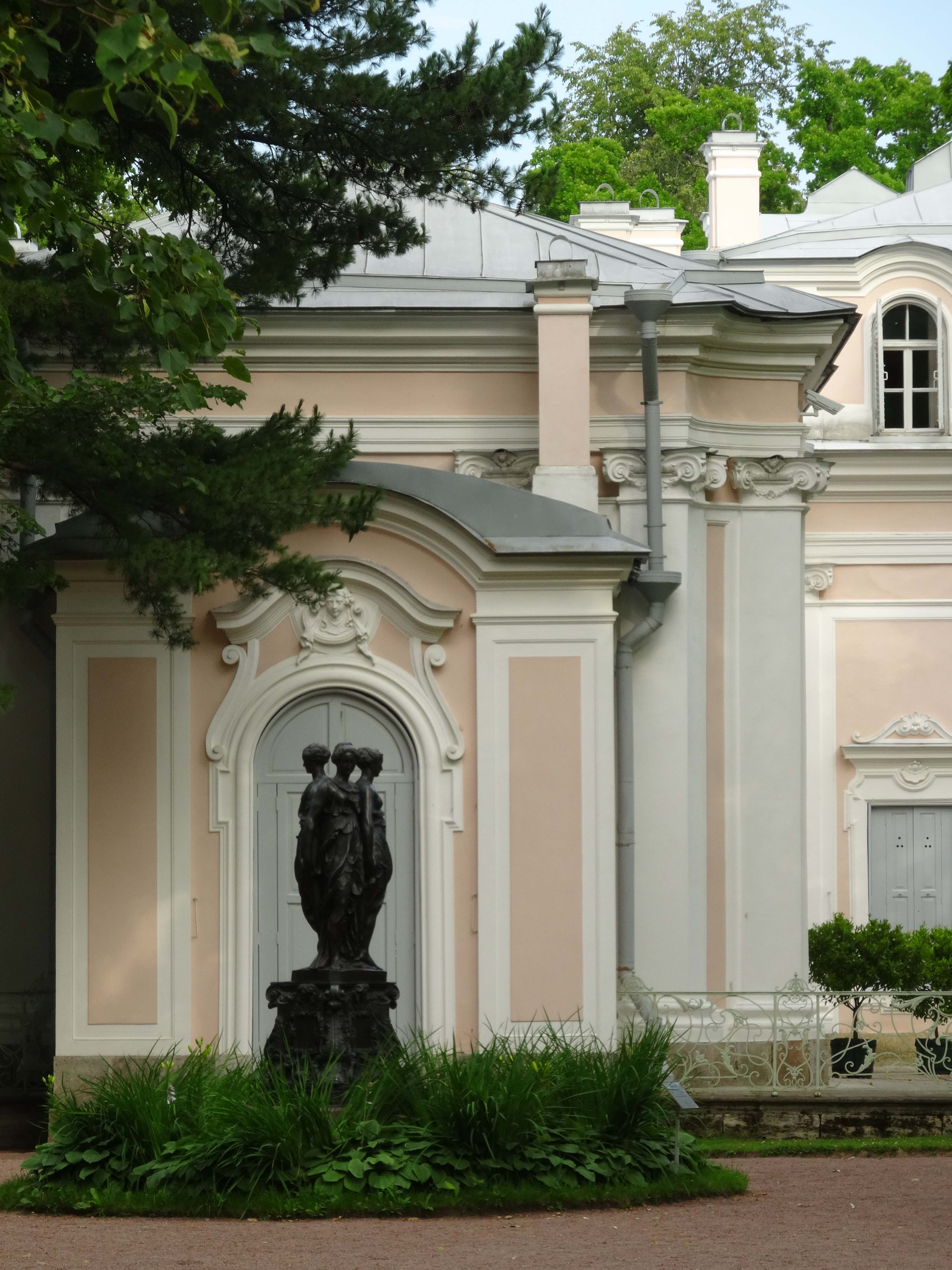
Три грации у Китайского дворца в Ораниенбауме. Нач. XIX в. Бронза
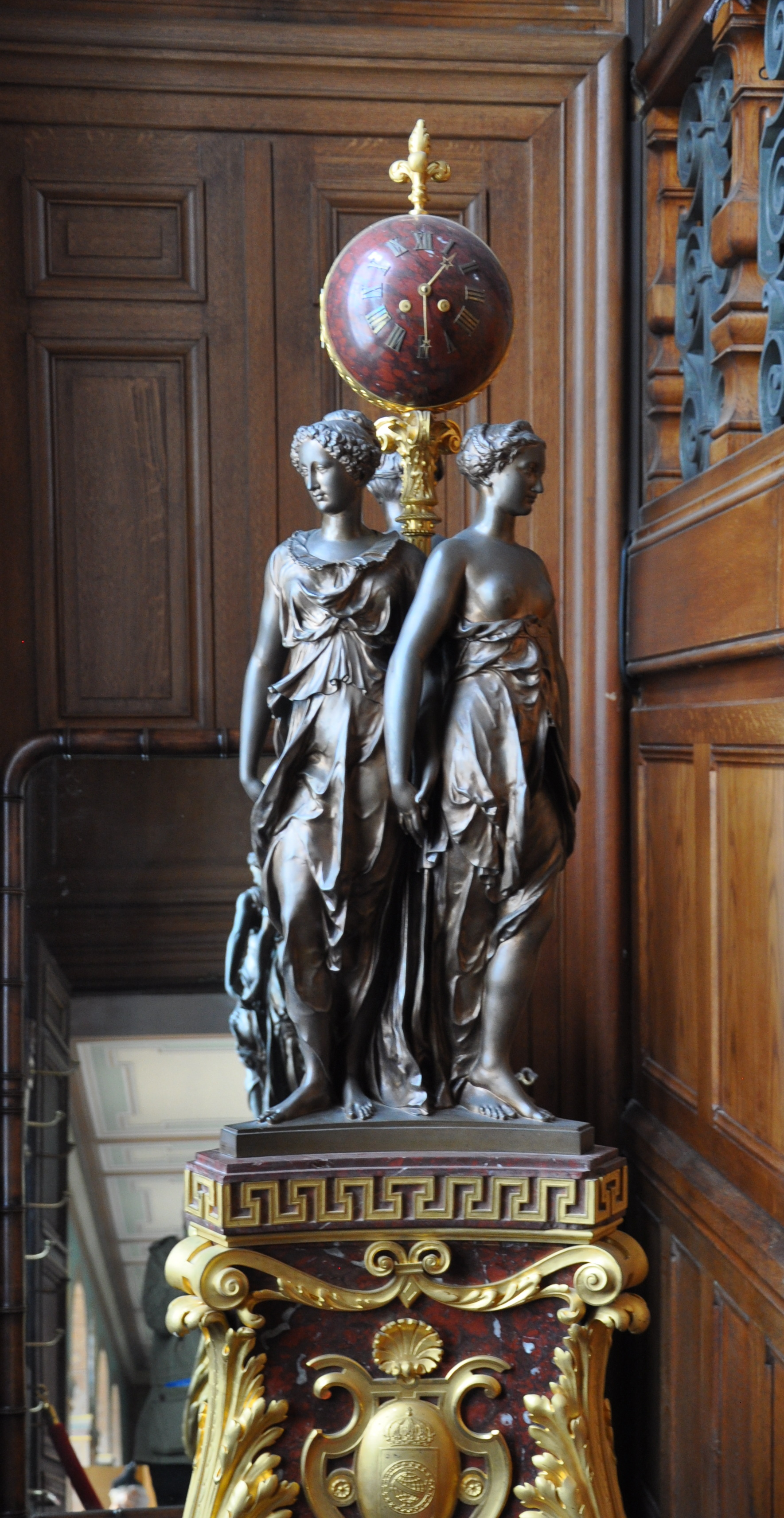
Ф. Барбедьенн. Часы "Три грации". Музей Шато д'Э, Франция

Индивидуальность Пилона проявилась и в его портретах. Во всех — разнообразие и точность в передаче характеров. Он создал ряд портретных бюстов членов королевской семьи, а также скульптуры надгробий канцлера Рене де Бирага (1583—1585) и его супруги Валентины Бальбиани (1583). Бронзовая статуя кардинала воспроизводит образ человека разумного, но грубого и деспотичного. Даже молитва не смягчает жёсткое выражение его лица. Это одна из лучших французских скульптур XVI века. Тщательно проработаны мельчайшие детали, ощущается резкая и уверенная рука выдающегося мастера.
В портрете Генриха II, увенчанного лавром, в железном панцире, с орденом Святого Михаила на груди — важность и значимость. Скульптору удалось добавить правильному лицу оттенок наигранной кротости и спокойствия. Тщательно выполнены детали: украшения, складки, холёные борода и усы. Чувствуется холодный, деспотический характер короля. В бюсте Карла IX каждый заметит нерешительность и неискренность. Непокрытая голова, острая бородка, украшенный богатым резным декором панцирь, колье и тяжелые складки манто, измождённое и опустошённое лицо.
Портрет Жана де Морвилье, епископа Орлеанского, в 1568 году ставшего канцлером Франции, выполнен скрупулёзно, возможно — с посмертной маски. Закрытые глаза, заострённые черты лица, которые уже отмечены печатью смерти.
В поздних произведениях Пилона — «Стигматизация Святого Франциска», «Дева печали» (Богоматерь Скорбящая) — намечаются тенденции пессимизма и экзальтации, свойственной зарождающемуся стилю барокко. Появляются мрачные и мистические настроения. В 1580-х годах по настоянию Екатерины Медичи скульптор заменил первоначальную группу распростёртых тел на надгробии Генриха II другой, с фигурами, пышно наряженными в роскошные платья.
Пилон был последним выдающимся скульптором французского Ренессанса. В истории искусства известен также Жермен Пилон Второй, скульптор, резчик по дереву и мастер-мебельщик. Его родственные отношения в доступных источниках неясны.

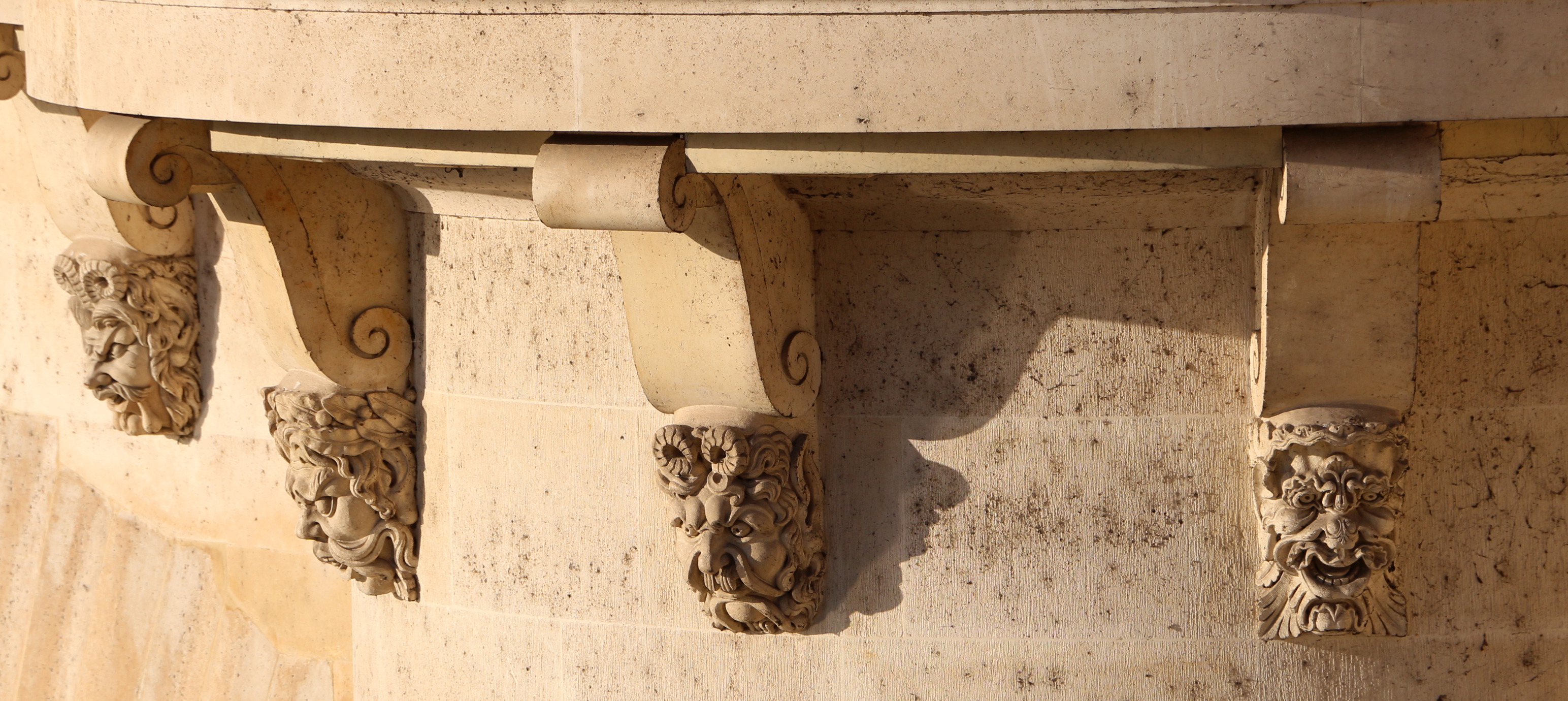
Маскароны Пон-Нёф в Париже
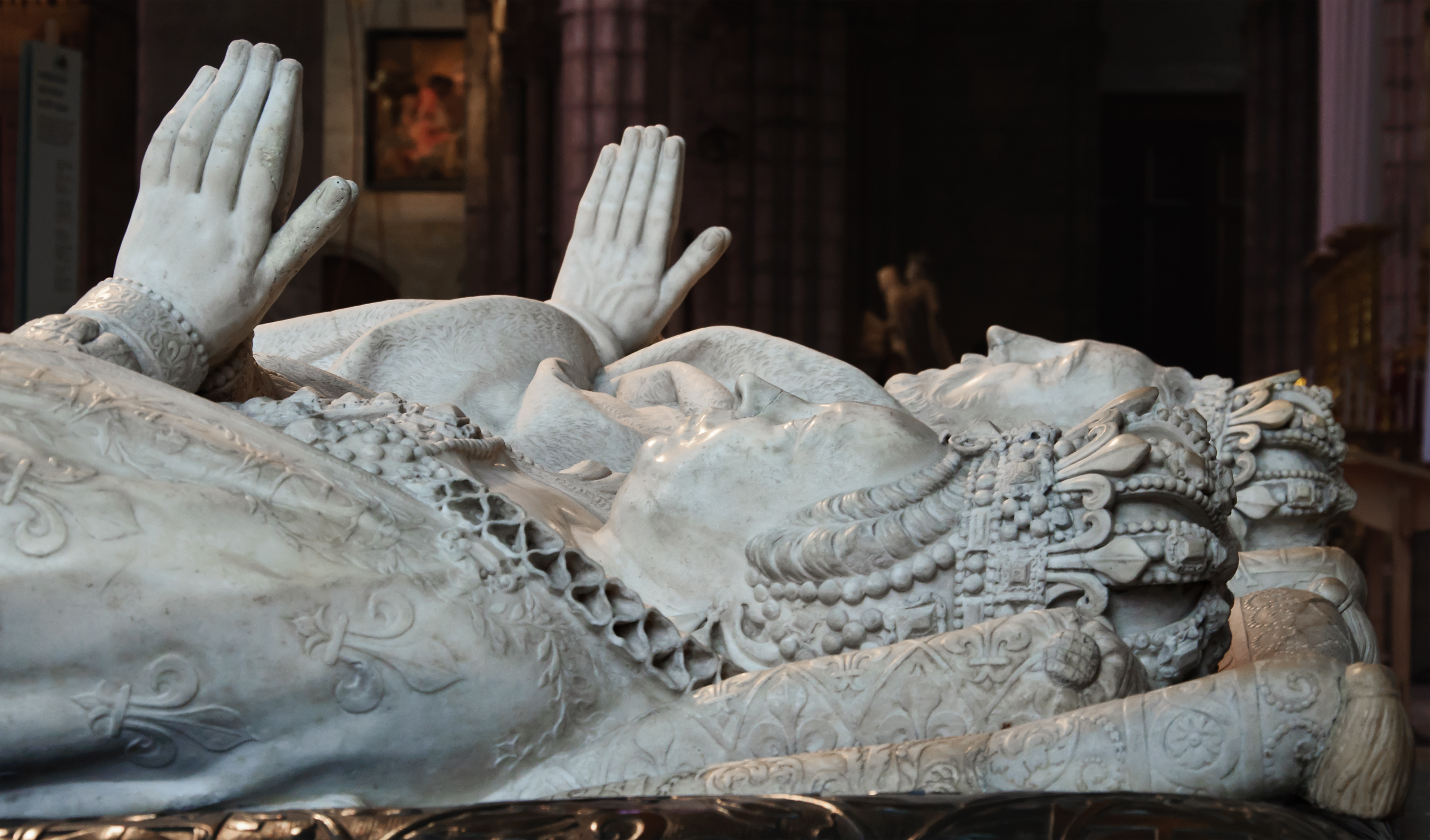
Вторая эффигия Генриха II и Екатерины Медичи. Деталь. 1583. Мрамор. Базилика Сен-Дени
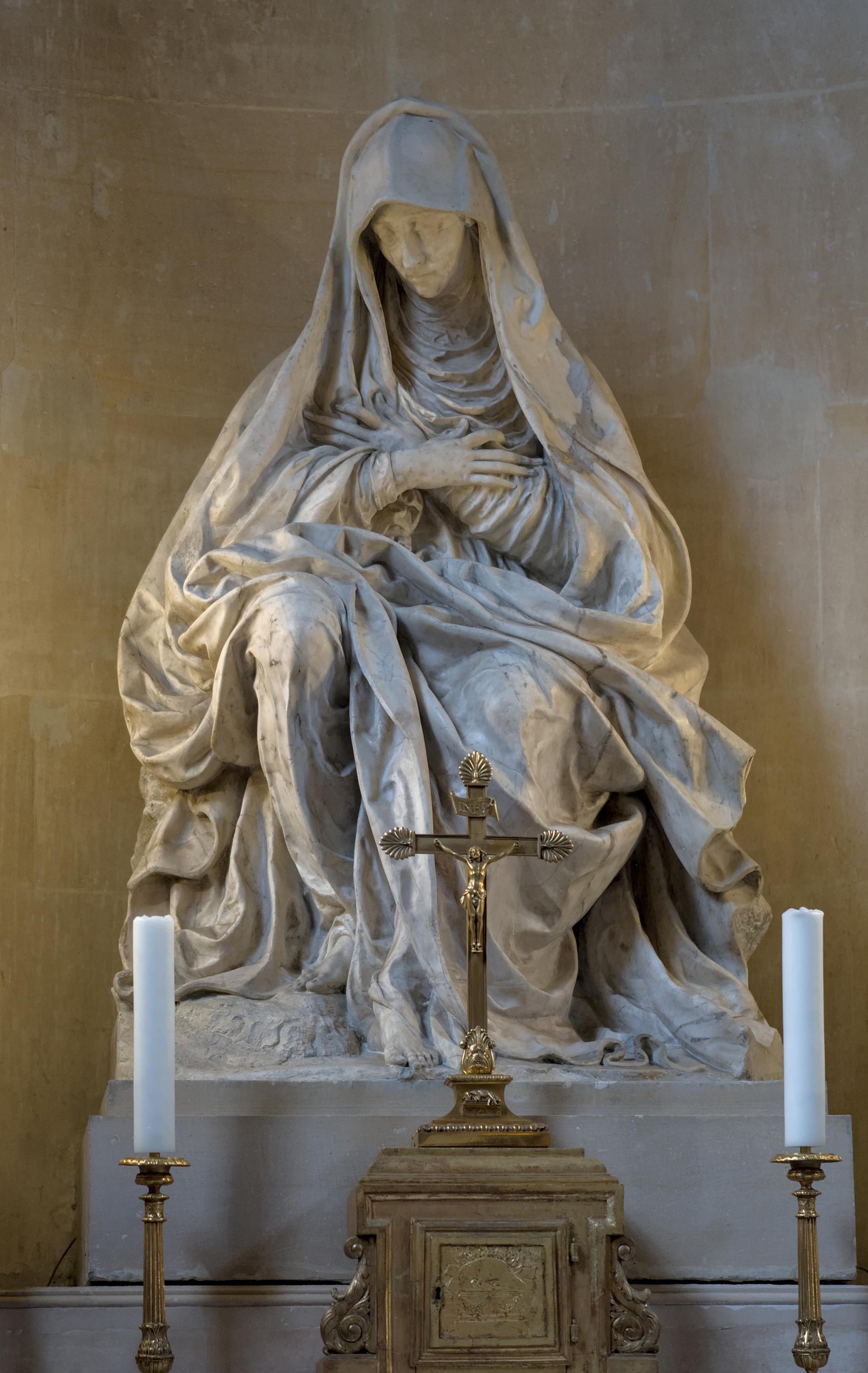
Дева печали (Vierge douloureuse). 1586. Мрамор. Капелла Notre-Dame-des-Sept-Douleurs. Церковь Сен-Поль-Сен-Луи, Париж
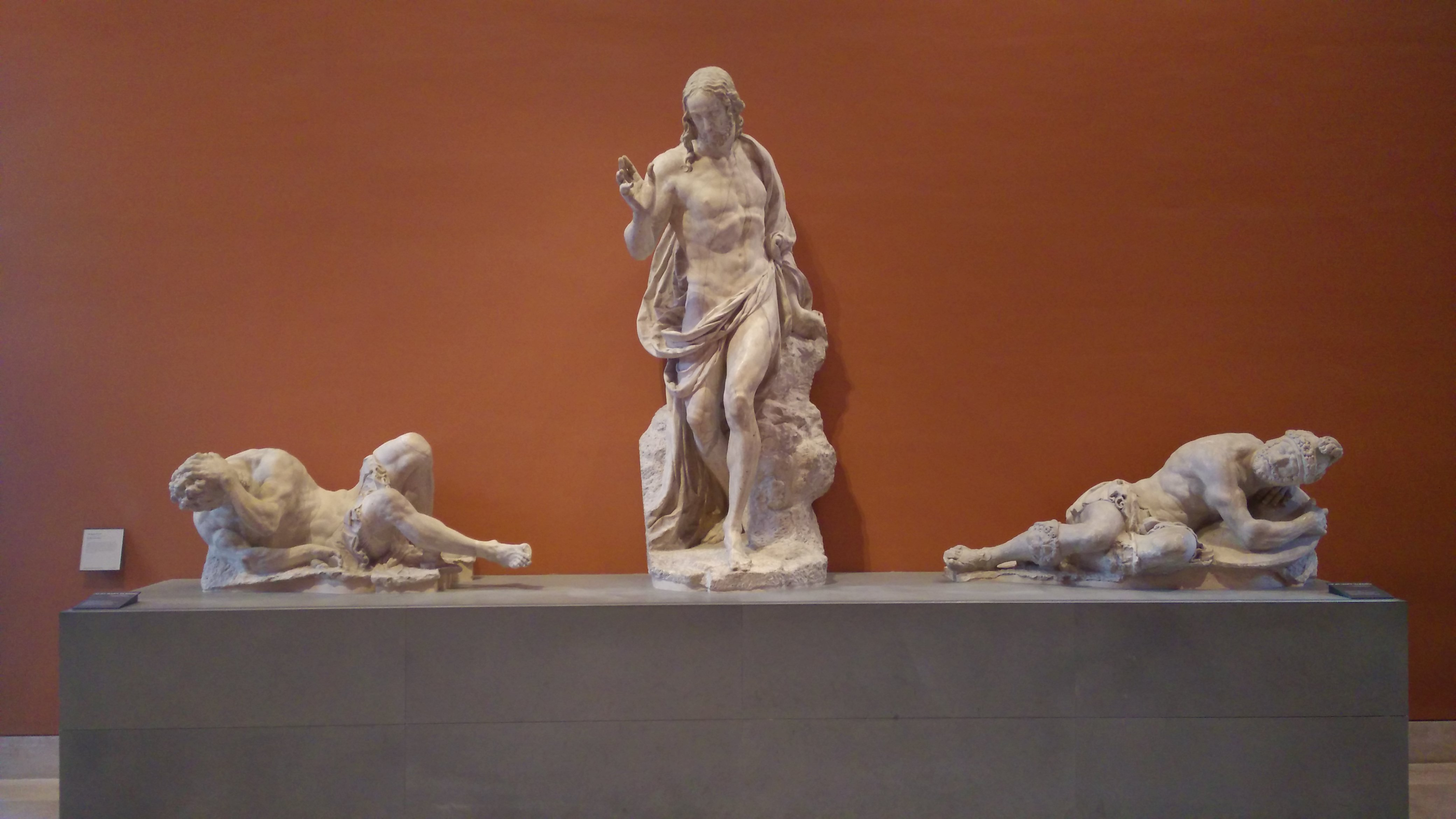
Воскресший Христос и воины. Ок. 1570. Мрамор. Лувр, Париж
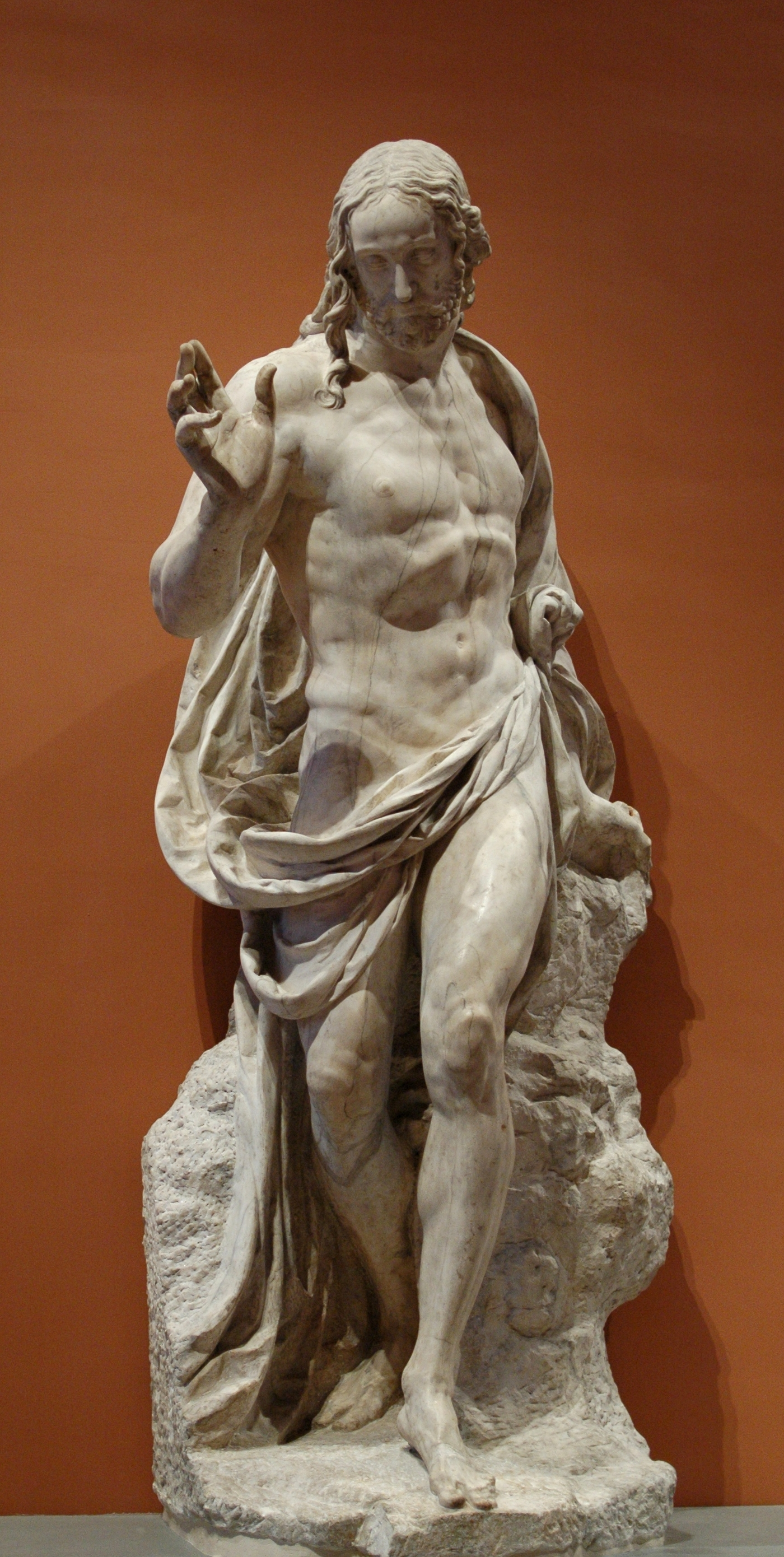
Статуя Воскресшего Христа
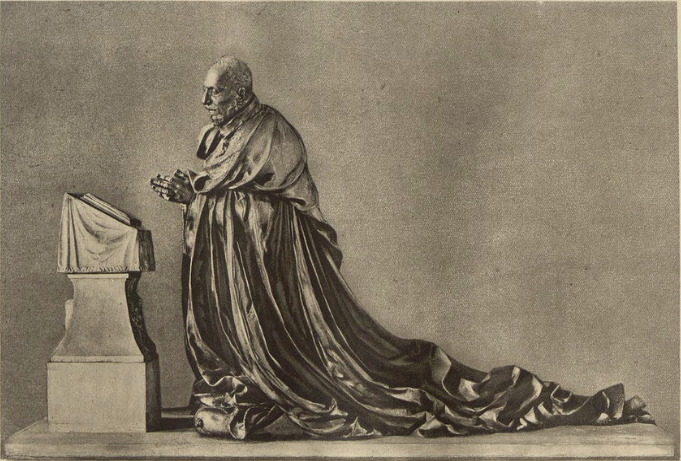
Надгробие канцлера Рене де Бирага. 1583. Бронза. Архивная фотография
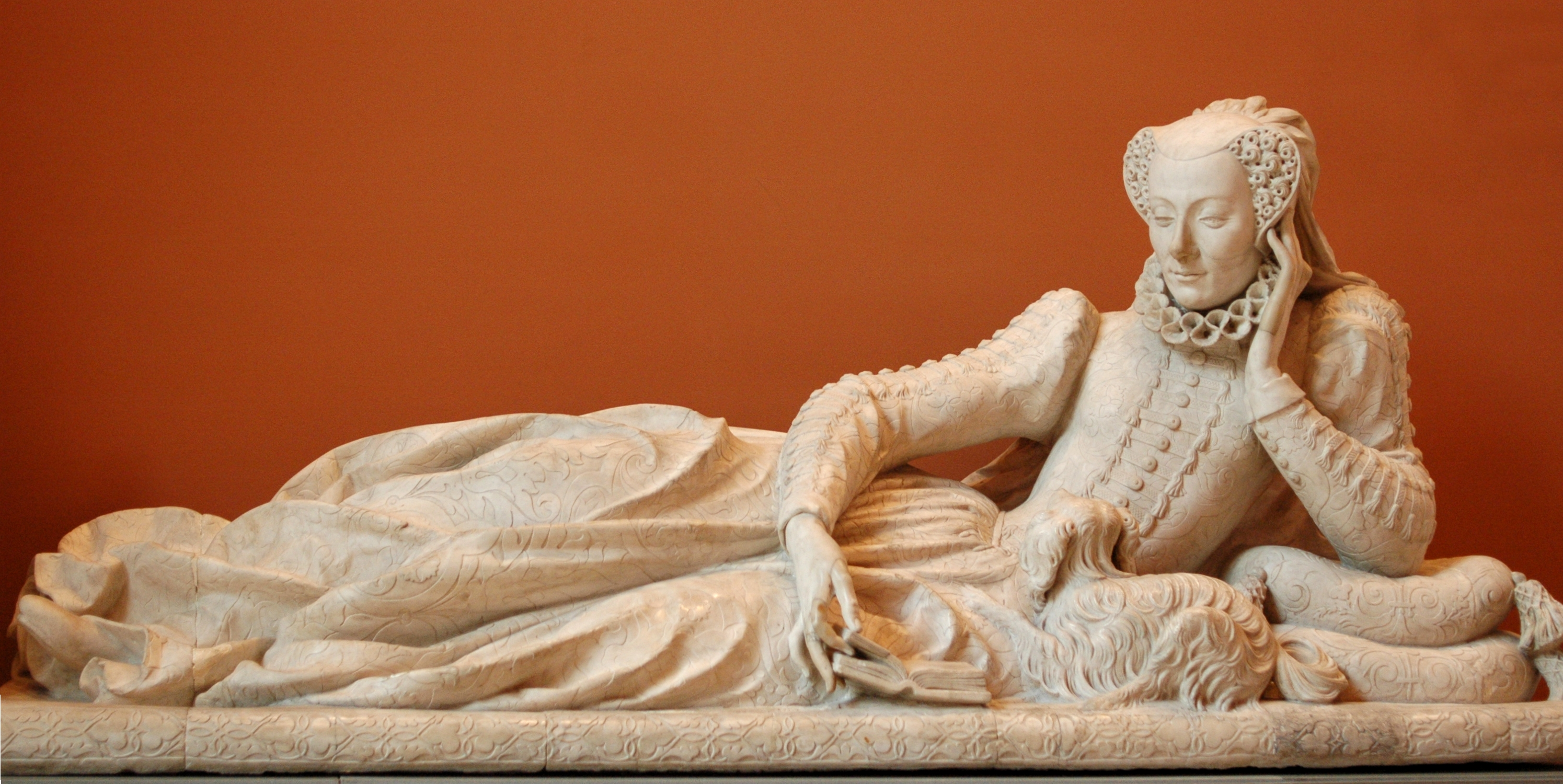
Надгробие Валентины Бальбиани. 1583. Мрамор. Лувр, Париж